# Senegal
Senegal (franska: Sénégal), formellt Republiken Senegal (franska: la République du Sénégal), är en suverän stat och republik i Västafrika belägen vid Atlanten och är det västligaste landet på Afrikas fastland. Landet gränsar till Gambia, Guinea, Guinea-Bissau, Mali och Mauretanien.

## Namn
I Mauretanien och norra Senegal bodde Zenaga-berberna och dessa etablerade omkring år 1040 en muslimsk ribāṭ (befäst religiös tillflyktsort), kanske på en ö i floden. Namnet Senegal härstammar troligtvis från namnet på Zenaga-berberna.

## Historia
Söder om staden Kaolack i västra Senegal finns gravmonument i sten som vittnar om en högkultur under det första århundradet e.Kr. Från 300-talet till 1500-talet ingick Senegals inland i olika mäktiga västafrikanska riken, såsom Ghanariket, Maliriket, Songhairiket och olika småriken. Under 800- och 900-talen fanns i kustlandet ett fulanirike som införde Islam i området. På 1300-talet frigjorde sig ett wolof-rike från Maliriket och bestod i olika former fram till 1600-talet.
År 1445 kom portugiserna till området och slog sig ner på ön Gorée utanför Dakar. Något senare anlände även nederländare till området. Handeln med gummi var en av anledningarna till att handelsmän och kolonisatörer från många europeiska länder lockades just hit. För att kunna konkurrera med portugiserna grundade fransmännen år 1659 handelsstationen Saint-Louis på en ö vid Senegalflodens utlopp. Mellan åren 1758 och 1815 var de franska besittningarna i landet flera gånger i britternas händer.
År 1815 erkändes Senegal som en fransk koloni vid Wienkongressen. Under 1850-talet började fransmännen utvidga sin kontroll i området så att den även kom att omfatta inlandet. Detta möttes delvis av väpnat motstånd från lokala och religiösa ledare. År 1857 grundades Dakar som snart växte om den dåvarande huvudstaden Saint-Louis och år 1895 blev generalguvernörens, över alla Frankrikes besittningar i Västafrika, säte i Dakar. Samtidigt blev franska Senegal en del av Franska Västafrika. Dakar var under kolonialtiden den viktigaste hamnen för transport av slavar till Amerika. På ön Gorée, som ligger cirka 20 minuter från Dakar, finns resterna av de boenden som hyste slavar under kolonialtiden. Från Gorée skickades slavar till USA, Kuba och Sydamerika.
Den 25 november 1958 fick Senegal självstyre. Den 4 april 1959 bildades därefter Malifederationen tillsammans med Franska Sudan (sedermera Mali). Malifederationen blev självständig från Frankrike den 20 juni 1960. Federationen upplöstes den 20 augusti samma år, och då blev Senegal en helt självständig stat. Senegals första president var Léopold Senghor som ledde ett socialdemokratiskt parti. Han har bland annat givit namn till Dakars flygplats. Mellan åren 1966 och 1976 var Senghors parti det enda tillåtna i landet. År 1981 drog sig Senghor tillbaka och ersattes av Abdou Diouf och först då fick landet full demokrati. År 1982 bildade Senegal och Gambia konfederationen Senegambia, men integrationen av de två länderna blev aldrig fullbordad och unionen upplöstes år 1989. Senegal har dock fortfarande stort inflytande över det mindre grannlandet. 
År 1993 genomfördes de första fria parlamentsvalen.

### Casamance
I södra delen av Senegal ligger regionen  Casamance. Sedan början av 1980-talet har separatistgruppen the Movement of Democratic Forces of Casamance (MFDC) funnits i områden. I början av 1990-talet eskalerade protesterna till regelrätta attacker. Senegaliska regeringsstyrkor skickades därefter till området och år 1993 skrevs ett fredsavtal mellan regeringen och separatistgruppen. År 1995 kom dock en grupp sprungen ur MFDC att påbörja nya strider, vilket ledde till flera tusen dödsfall och runt 20 000 flyktingar i regionen i slutet av 1990-talet. Fredsavtal har skrivits flera gånger, men sporadiska strider är återkommande. År 2010 pågick regelrätta strider och även under år 2012 attackerade rebellgruppen regeringsstyrkor. Utrikesdepartementet rekommenderade därför resenärer att iaktta försiktighet i området.  Mellan åren 2014 och 2018 rådde ett eldupphör.

## Geografi

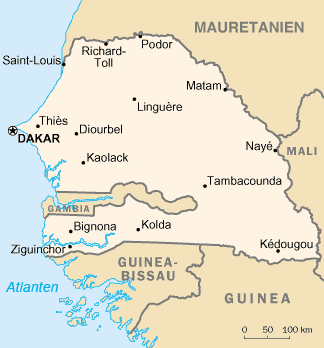
Senegal

Senegal ligger vid Afrikas västra kust mot Atlanten och har andel av Sahelzonen samt tropikerna.

### Topografi och hydrografi
Senegal är i huvudsak ett lågt beläget land och består i norr av den västligaste delen av Sahel, med sina torra och sandiga slätter. I sydöst är landet något mer kuperat och längst i söder återfinns en tropisk halvöppen skog, ett landskap som fortsätter in i Guinea-Bisssau och Guinea. Tre stora floder flyter genom Senegal. I norr bildar Senegalfloden gräns mot Mauretanien och i söder flyter Gambiafloden och Casamance. Senegal präglas också av sina långa kustlinje, där huvudstaden Dakar på Kap Verde-halvön är Afrikas västligaste punkt. 56 mil ut till havs återfinns Kap Verde-öarna.

### Klimat
Senegal har tropiskt klimat, med stor variation mellan olika delar av landet. Under regntiden, som varar mellan juli och oktober, faller ca 350 mm nederbörd i den inre norra delen av landet  medan kustområdet kan få upp till 1500 mm nederbörd per år (detta kan jämföras med årsnederbörden i Sverige på ca 680 mm). Längs kusten är vintrarna relativt svala, med en medeltemperatur på 17 °C i januari, medan somrarna är varmare med en medeltemperatur på 27 °C. I södra Senegal är klimatet fuktigare och varmare. Där ligger temperaturen mellan 24–38 °C. Mot gränsen till Mali är klimatet betydligt torrare och nära ökenklimat. Termometern kan här visa så höga temperaturer som upp emot 54°C.

### Växt- och djurliv
Senegal har ett rikt växt- och djurliv med en stor variation av naturtyper. I norra Senegal består landskapet av områden med savann och stäpp, med inslag av buskar eller träd, som de karaktäristiska träden baobab och akacia. I området, som tillhör Sahel, grönskar det under sommarens regnsäsong men är uttorkat och nästan utan växtlighet under torrperioden. Längre söderut karaktäriseras landskapet av halvöppen savann och glesa skogar med torktåliga trädarter. Den långa och slingrande Senegalfloden, som bildar gräns mot Mauretanien, liksom Gambiafloden och floderna Casamanca och Saloum mynnar ut i Atlanten i breda och fågelrika floddeltan och träskområden. Senegals havskust och floder är mycket rika på fisk och kräftdjur och i floderna lever också bland annat krokodiler, flodhästar och skölpaddor. Senegals floder kantas av skog, med exempelvis palmer och bambu. Det upp till 20 meter höga trädet Erythrophleum guineense, på engelska ordeal-trea, är också rikligt förekommande. En bit upp upp längs Casamanca och Gambiafloden flockas flera arter av apor i de höga trädkronorna, vars läten bildar en mycket högljudd ljudkuliss. Ormar och ödlor finns i stort antal i Senegal, däribland de fruktade kobrorna och andra giftormar, samt pytonormar. Södra Senegal består naturligt av en mycket artrik skog. Tyvärr har denna trängts undan kraftigt av jordbruket, särskilt i de sydvästra delarna av landet. Allra längst i sydväst finns svårgenomträngliga skogar och mangroveträsk. I sydöst mot gränsen till Guinea ligger nationalparken Niokolo-Koba som genomkorsas av Gambiafloden. Området består av halvöppen skog med exempelvis Sumak, Cashewträd och flera andra trädslag. Här kan man fortfarande få en skymt av vissa stora däggdjur vars livsmiljöer annars är utträngda av jordbruket, som elefanter, antiloper, lejon, pantrar och geparder.  Andra större däggdjur i Senegal är bland annat den röda babianen, grön markatta, koantilop, sabeloryx, hästantilop och flera arter av gaseller. Senegal är mycket fågelrikt och fler än 1 miljoner flyttfåglar övervintrar i Senegalflodens delta, däribland mindre flamingo, skedstork, hornpelikan och purpurhäger. I Saloumflodens delta passerar också miljontals flyttfåglar. Några vanligt förekommande fåglar i Senegal är, för att nämna några, blodnäbbsvävare, rapphöna, pärlhöns och (kanske världens vanligaste rovfågel) den bruna gladan.

### Naturskydd och miljöproblem
Några av Senegals miljöproblem är avskogning, överbetning, ökenspridning, jorderosion, överfiskning och att vilda djurbestånd hotas av tjuvjakt. Dessutom har landet svag miljöskyddslagstiftning och drabbas av säsongsvisa översvämningar och periodisk torka.
Enligt uppgifter från år 2011 hade Senegal då sex nationalparker samt ett antal större naturreservat. I sydöstra Senegal ligger den största nationalparken, Niokolo-Koba. Två nationalparker är klassade som världsarv av UNESCO, dessa är Niokolo-Koba nationalpark och Djoudj fågelreservat som båda klassades som världsarv år 1981.

## Styre och politik
Senegal räknas som en av Afrikas mest stabila demokratier. Generellt är den politiska situationen i landet lugn. Situationen i regionen Casamance är dock spänd som en följd av att rebeller har utfört attacker mot regeringsstyrkor i regionen.

### Författning och styre
Konstitutionen är från år 1963, men har ändrats flera gånger. Av den framgår att Senegal är en enhetlig och demokratisk republik, där presidenten är statschef. Presidenten väljs, sedan år 2019, i allmänna val vart femte år. Dessförinnan vart sjunde år. Presidenten kan inneha ämbetet i maximalt två mandatperioder. Förutom att presidenten är statschef är denne också överbefälhavare och har den verkställande makten. Presidenten utser också premiärminister och regering, år 2019 beslutade dock parlamentet att posten som premiärminister skulle avskaffas.
Parlamentet består, sedan år 2012, av en kammare. År 2017 utökades antalet ledamöter i kammaren till totalt 165 ledamöter varav 15 ledamöter ska representera Senegals diaspora. Ledamöterna väljs i allmänna val vart femte år. Både parlamentet och presidenten kan initiera lagar, men presidenten måste godkänna lagarna innan de träder ikraft.

### Administrativ indelning
Senegal är indelat i fjorton regioner: Dakar, Diourbel, Fatick, Kaffrine, Kaolack, Kolda, Kédougou, Louga, Matam, Saint-Louis, Sédhiou, Tambacounda, Thiès och Ziguinchor.

### Försvar
I Senegal råder allmän värnplikt efter urval, där tjänstgöringstiden inledningsvis är två år. År 2018 bestod Senegals väpnade styrkor av 13 600 man plus 5 000 halvmilitära styrkor i ett gendarmeri. Samma år hade Frankrike en styrka på 350 personer i Senegal. Tack vare att Senegals ekonomi varit en av de mer stabila på den afrikanska kontinenten har Senegal haft ekonomiska möjligheter att utveckla en av de mest vältränade arméerna i Afrika.
Armén omfattade år 2018 en styrka på 11 900 personer och materielet bestod av spaningsfordon, stormpansarfordon och  pansarfordon. Dessutom hade armén tungt artilleri och luftvärnsartilleri. Flygvapnet omfattade en styrka på 750 aktiv personer och materielet bestod av transportflygplan,  träningsflygplan samt helikoptrar. Marinen bestod samma år av en styrka på 950 personer då inkluderat kustbevakningen, patrullfartyg, landningsfartyg och hjälpfartyg.
Senegal har bland annat deltagit i FN-operationerna i Centralafrikanska republiken (MINUSCA) och i Mali (MINUSMA), men även i FN-operationer i Kongo-Kinshasa (MONUSCO), i Liberia (UNMIL), i Sudan (UNAMID) och i Sydsudan (UNMISS). Förutom FN-operationer har Senegal även deltagit i  ECOWAS operation i Gambia (ECOMIG).

## Ekonomi och infrastruktur
I mitten av 1980-talet övergick Senegal till en mer liberal ekonomi från att de flesta företag tidigare varit statligt ägda och staten hade även monopol på många områden. Dels har statliga företag sålts ut och monopol luckrats upp, men man har även underlättat för privata investeringar och initiativ. Den ekonomiska utvecklingen har dock hämmats av flera perioder av torka och utarmning av marken, och av ökade importkostnader för bränsle. År 2012 presenterade, den då nyvalde, presidenten Macky Sall en ekonomisk reformagenda, men trots det var Senegal ekonomi fortsatt beroende av bistånd, remitteringar och utländska investerare år 2022. Men landets ekonomi har förbättrats, till exempel var den ekonomiska utvecklingen år 2017 upp mot 7 %.

### Näringsliv
| Sektor   | Andel av BNP (2017) | Andel av arbetskraften (2007)                            |
| -------- | ------------------- | -------------------------------------------------------- |
| Jordbruk | 16,9 %              | 77,5 %                                                   |
| Industri | 24,3 %              | Industri och service sysselsatte 22,5 % av arbetskraften |
| Service  | 58,8 %              |                                                          |

#### Industri
Industribasen var i början av 2020-talet bredare än i de flesta afrikanska länder och utgjorde också en större andel av ekonomin än i de flesta afrikanska länder. Industriproduktionen är dock mer eller mindre centraliserad i området kring huvudstaden Dakar. Större delen av produktionen riktade sig till den inhemska marknaden, men textilindustrin var stor och en stor del av textilierna exporterades. Förutom textilierna riktar industrin in sig både på förädling av fisk och jordbruksprodukter samt byggmaterial och cement. I M'Bao, nära Dakar, finns även ett oljeraffinaderi.

#### Energi och råvaror
År 2019 hade 71 % av befolkningen tillgång till elektricitet, i urbana områden var den siffran upp mot 94 %. Enligt siffror från år 2016 producerades 82 % av landets energi med hjälp av fossila bränslen. År 2017 uppskattades 7 % av energin produceras med hjälp av vattenkraft och 11 % med hjälp av andra förnybara energikällor.
Bland landets naturtillgångar finns fisk, fosfat och järnmalm.

### Handel
Exporten bestod, enligt uppgifter från år 2022, i huvudsak av färsk fisk, fiskkonserver,  petroleumprodukter, jordnötsprodukter, fosfater, kemikalier samt textilier. Den viktigaste handelspartnern var Frankrike, men andra stora exportmarknader var Nigeria, Thailand och Mali.
Handelsbalansen har varit negativ så länge att den år 2022 beskrevs vara permanent. Importen består i huvudsak av drivmedel, livsmedel samt kapitalvaror.

### Infrastruktur

#### Utbildning och forskning
Andelen läs- och skrivkunniga år 2015, hos personer över 15 år, var 57,7 %. Andelen bland männen var högre än andelen bland kvinnorna, med 69,7 % mot 46,6 % (2015).

#### Sjukvård, andra viktiga samhällstjänster
Större delen av sjukvården är koncentrerad kring huvudstaden Dakar. Det finns en bredd av specialistavdelningar som till exempel för tuberkulos och syfilis. Vården är långt ifrån tillräcklig för att möta befolkningens behov och därför stöttas vården av bland annat WHO och Röda Korset. En stor del av befolkningen vänder sig dock till traditionella afrikanska och muslimska vårdare och riter då  då den typen av vård både är billigare och mer tillgänglig än annan vård.

## Befolkning

### Demografi
I Senegal har befolkning ökat från 3 206 757 invånare år 1960 till 16 743 930 invånare år 2020. En ökning på över 500 % under 60 år. Populationsökningen i landet är högre än genomsnittet för världen, men jämförbart med andra länder i regionen. Jämfört med Sverige där populationsökningen mellan åren 1960 och 2020 varit 2 868 786, motsvarande drygt 38 %, är dock befolkningsökningen dramatisk.

#### Större städer
| Invånarantal (2015 est.) | Invånarantal (2015 est.) |
| ------------------------ | ------------------------ |
| Pikine                   | 1 243 003                |
| Dakar                    | 1 216 738                |
| Touba                    | 800 670                  |
| Guediawaye               | 349 991                  |
| Thiès                    | 335 608                  |
| Kaolack                  | 248 490                  |
| M'bour                   | 245 849                  |
| Rufisque                 | 234 701                  |
| Saint-Louis              | 220 981                  |
| Ziguinchor               | 218 145                  |

Dakarregionen, inklusive bland annat Pikine, Guediawaye och Rufisque, hade 3 330 692 invånare.

#### Urbanisering
Befolkningen är koncentrerad till landets västra del, med Dakar som kärnområde.

#### Minoriteter
Wolof utgör ungefär två femtedelar av landets befolkning och deras språk är det mest utbredda i republiken. Den traditionella Wolof-samhällsstrukturen, som liknar andra grupper i regionen, delade människor i kategorierna: frifödda (inklusive adelsmän, präster och bönder), kast (såsom hantverkare, grioter och smeder) samt förslavade. Serer-folket, som utgör något mer än en sjundedel av befolkningen, är nära besläktade med Wolof. Tukulor-folket, som står för över en fjärdedel av befolkningen, är ofta svåra att skilja från Wolof och Fulani eftersom de ofta gift sig över gruppgränserna. Diola och Malinke utgör en mindre del av befolkningen. Andra mindre grupper inkluderar Soninke, som en gång styrde det forna Ghana, Mauri, som huvudsakligen bor i norra delen av landet, Lebu från Kap Verde, som är fiskare och ofta förmögna jordägare, samt Basari, ett urfolk som lever i de bergiga högländerna i Fouta Djallon.

#### Migration
Över tid har Senegal tagit emot ett stort antal flyktingar. År 1960 togs till exempel 168 020 flyktingar emot och toppåret 1995 togs 287 654 flyktingar emot.

### Språk
Franska är landets officiella språk. Andra språk som talas i landet är wolof, pulaar, jola, mandinka, serer och soninke.

### Religion
Islam är den största religionen i Senegal. Enligt en beräkning genomförd av Senegals regering 2014 var 96,1 % av befolkningen muslimer, de flesta av dessa var sunniter men det fanns även shiiter (cirka 5 000 stycken enligt en inofficiell beräkning från 2011). Ungefär 3,8 %  av befolkningen var samtidigt kristna (romersk-katolska och protestanter) och ungefär 0,1 % utövade traditionell naturreligion eller var icke-religiösa.

### Sociala förhållanden
Enligt Unicefs rapport från 2014 hade 25 % av Senegals flickor och kvinnor i åldrarna 15-49 genomgått kvinnlig könsstympning. Detta trots att kvinnlig könsstympning förbjöds i lag år 1999.

### Hälsa
Hiv och aids har aldrig fått någon större spridning i Senegal vilket kan förklaras av den informationsinsats som regeringen påbörjade i samband med epidemin början, men också tack vare att just den virus-stam som spridits i Västafrika, Hiv 2, är mindre smittsam och har ett långsammare sjukdomsförloppet än Hiv 1. Redan år 1993 spåddes hiv 2-epidemin bli mindre omfattande och få en långsammare spridning tack vare detta.
| Hiv och aids          | 2016   | 2020     |
| --------------------- | ------ | -------- |
| Andel av befolkningen | 0,4 %  | 0,3 % ▼  |
| Antal                 | 41 000 | 39 000 ▼ |
| Dödsfall per år       | 1 900  | 1 100 ▼  |
| Fetma                 | 2016   | -        |
| Andel av befolkningen | 8,8 %  | -        |
| Undervikt hos barn <5 | 2015   | 2019     |
| Andel av befolkningen | 15,5 % | 14,4 % ▼ |

Mödradödligheten år 2015 beräknades till 315 dödsfall per 100 000 födslar.
Malaria var, enligt uppgifter från år 2022, den vanligaste infektionssjukdomen som ledde till dödsfall i Senegal. Tuberkulos hade blivit vanligare, precis som trenden varit i resten av världen. Polio som en gång utgjorde ett allvarligt problem i Senegal är däremot i det närmaste utrotad. Vid Ebolautbrottet i Västafrika 2014 fick Senegal endast ett fall av bekräftad smitta.

### Övriga befolkningsdata
Folkräkningar har hållits åren 1988, 2002 och 2013. Vid dessa tillfällen har befolkningen uppgått till 7 024 176 invånare, 9 858 482 invånare och 13 508 715 invånare.

## Kultur

### Konstarter

#### Teater
På 1930-talet utvecklades en afrikansk teater med centrum i École William Ponty utanför Dakar, under franskt inflytande. Teatern har beskrivits som ett laboratorium för teaterexperiment där bland annat Keita Fodébas Théâtre Africain växte fram.
Théâtre du Palais i Dakar öppnades år 1954. Där växte fransk och afrikansk teater fram, sprunget ur den inhemska muntliga traditionen. Som exempel kan nämnas Birago Diops ”Sarzan” (1955). Teatern kom år 1965 att ersättas av Théâtre Daniel Sorano, vilket senare kom att bli Senegals nationalscen. Nationalscenen hämtar sin repertoar från teateruppsättningar skrivna i det fransktalande Afrika.

## Internationella rankningar
| Organisation               | Undersökning                     | Rankning   |
| -------------------------- | -------------------------------- | ---------- |
| Heritage Foundation        | Index of Economic Freedom 2019   | 117 av 180 |
| Reportrar utan gränser     | Pressfrihetsindex 2019           | 49 av 180  |
| Transparency International | Corruption perception index 2018 | 67 av 180  |
| FN:s utvecklingsprogram    | Human Development Index 2018     | 166 av 189 |